# Biurowiec Za Bramką
Biurowiec Za Bramką – biurowiec usytuowany przy ul. Za Bramką na Starym Mieście w Poznaniu.  

## Historia i przeznaczenie
Budynek powstał na zlecenie miasta Poznań, a inwestorem była miejska spółka „Wielkopolskie Centrum Wspierania Inwestycji”. Budynek pełni funkcje biurowe w najwyższej klasie A. Na parterze przewidziano miejsce na usługi, działają tam restauracje. Pod budynkiem znajduje się wielopoziomowy parking na 300 samochodów, częściowo dostępny publicznie, dzięki temu mógł ulec likwidacji parking na pobliskim placu Kolegiackim. 

## Architektura
Budynek zaprojektowali architekci: Marcin Kościuch i Tomasz Osięgłowski z pracowni architektonicznej „Ultra Architects” z Poznania. Generalnym wykonawcą gmachu była firma „Aldesa Construcciones Polska” z Krakowa. Inwestycja powstała m.in. dzięki środkom z unijnej inicjatywy JESSICA.

## Historia
W miejscu budowy odkryto pozostałości cmentarza i fundamenty stojących tam niegdyś budynków. Archeolodzy odkryli umocnienia sprzed trzystu lat, pozostałości murów obronnych i fosy.

## Nagroda
Biurowiec otrzymał Nagrodę im. Jana Baptysty Quadro za 2016 rok.